# Landkreis Feuchtwangen

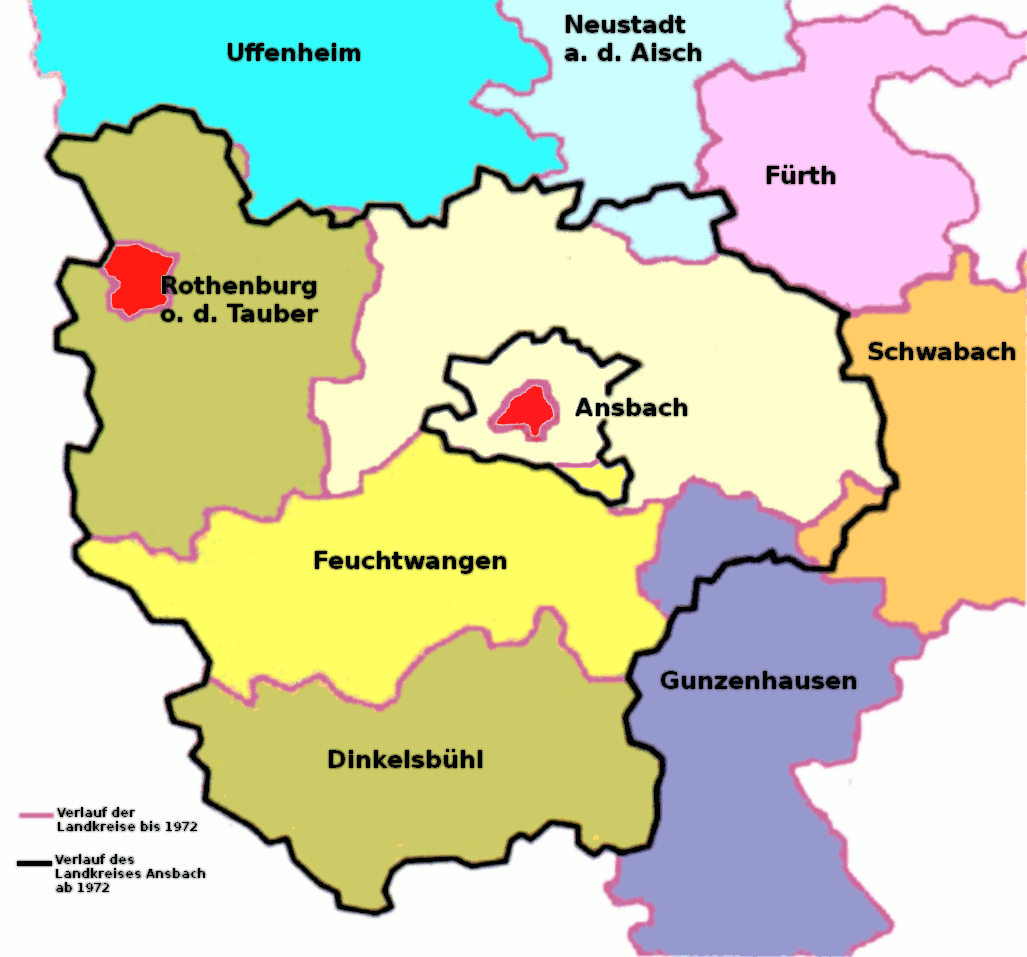
Lage des Landkreises Feuchtwangen im heutigen Landkreis Ansbach

Der Landkreis Feuchtwangen war ein Landkreis in Bayern, der im Zuge der Gebietsreform in Bayern 1972 aufgelöst wurde. Er gehörte zum Regierungsbezirk Mittelfranken. Vor dem Beginn der bayerischen Gebietsreform am Anfang der 1970er Jahre umfasste der Landkreis 51 Gemeinden.

## Geographie

### Wichtige Orte
Die einwohnerstärksten Orte des Landkreises waren Feuchtwangen, Herrieden, Bechhofen und Aurach.

### Nachbarkreise
Der Landkreis grenzte 1972 im Uhrzeigersinn im Norden beginnend an die Landkreise Rothenburg ob der Tauber, Ansbach, Gunzenhausen und Dinkelsbühl (alle in Bayern) sowie Crailsheim (in Baden-Württemberg).

## Geschichte
Bis 1791 war Feuchtwangen brandenburgisch-ansbachische Oberamtsstadt mit einem weiten zugehörigen Gebiet, das schon wesentliche Teile des späteren Bezirksamts bzw. Landkreises umfasste. Die zum Oberamt Feuchtwangen zugehörigen Unterämter waren das Stiftsverwalteramt Feuchtwangen, Stadtvogteiamt Feuchtwangen, Klosterverwalteramt Sulz, Verwalteramt Waizendorf, Verwalteramt Forndorf, Kasten- und Vogtamt Feuchtwangen, Vogtamt Ampfrach, Verwalteramt Bechhofen, Vogtamt Schopfloch. Der letzte kinderlose Markgraf Carl Alexander trat sein Land in diesem Jahr an das Königreich Preußen ab. Durch die neue preußische Organisation des Fürstentums wurden aus den ansbachischen Oberämtern Crailsheim und Feuchtwangen der Crailsheimer Kreis gebildet, es folgte in diesem Zuge die Gewaltenteilung durch die Trennung von Verwaltung und Justiz eingeführt. Dadurch endete die zum Teil Jahrhunderte alte Verwaltungsstruktur. Mit Patent des preußischen Königs vom 19. November 1795 und der Instruktion für sämtliche Stadtgerichte, Justizämter und Patrimonialgerichte des Fürstenthums Ansbach vom 11. Juni 1797 wurden die Regelungen konkretisiert und die Justizämter eingerichtet. Im Crailsheimer Kreis gab es dann die Justizämter Crailsheim und Feuchtwangen sowie das Stadtgericht Crailsheim. Im Jahr 1805 kam es zum dritten Koalitionskrieg gegen Frankreich. Beim Marsch nach München hatte der General Bernadotte die Neutralität des zu Preußen gehörenden Fürstentums Ansbach verletzt.
Im Vertrag von Schönbrunn vom 15. Dezember 1805 musste Preußen das Fürstentum Ansbach im Tausch gegen das Kurfürstentum Hannover an Frankreich abgeben, das am 1. Januar 1806 an das neue Königreich Bayern kam. Bayern führte eine neue Verwaltungsgliederung ein: aus dem Crailsheimer Kreis wurden die als „Landgericht“ bezeichneten Kreise Gerhardsbronn (heute Gerabronn), Crailsheim und Feuchtwangen gebildet aus denen sich später die Landkreise bildeten, so auch der Landkreis Feuchtwangen. Teile des Crailsheimer Kreises gingen auch an das neugebildete bayerische Landgericht Dinkelsbühl, die alle zum neugebildeten Rezatkreis (aus dem später Mittelfranken wurde) des Königreichs Bayern gehörten. Aus dem Landgericht entstanden später das Bezirks-(Landrats-)amt und das Amtsgericht. Durch den Grenzvertrag zwischen dem Königreich Bayern und dem Königreich Württemberg vom 18. Mai 1810 kamen die bayerischen Landgerichte Gerabronn und Crailsheim sowie kleine Teile der Landgerichte Dinkelsbühl und Feuchtwangen zu Württemberg und die westlichen Orte des Feuchtwanger Landes wurden dadurch Grenzgebiet. Die damalige Staatsgrenze Königreich Bayern/Königreich Württemberg bzw. dem Freistaat Bayern/Baden-Württemberg besteht zwischen den Bundesländern und damit auch zwischen dem Landkreis Feuchtwangen bzw. dem Landkreis Ansbach und Crailsheim bzw. dem Landkreis Schwäbisch Hall weiterhin fort.

### Bezirksamt
Das Bezirksamt Feuchtwangen wurde 1862 durch den Zusammenschluss der Landgerichte älterer Ordnung Feuchtwangen und Herrieden gebildet.
| Einwohner     | Bezirksamt bzw. Landkreis Feuchtwangen |                  |           |                    |                         |
| ------------- | -------------------------------------- | ---------------- | --------- | ------------------ | ----------------------- |
| 26.332 (1890) | davon 17.143 Evangelische              | 9.037 Katholiken | 121 Juden |                    |                         |
| 25.898 (1900) | davon 16.732 Evangelische              | 9.027 Katholiken |           |                    |                         |
| 26.631 (1910) | davon 17.028 Evangelische              | 9.481 Katholiken |           |                    |                         |
| 26.957 (1925) | davon 17.096 Evangelische              | 9.785 Katholiken | 75 Juden  |                    |                         |
| 26.970 (1933) | davon 17.175 Evangelische              | 9.714 Katholiken | 71 Juden  |                    |                         |
| 26.346 (1939) | davon 16.403 Evangelische              | 9.895 Katholiken | 0 Juden   | 1 sonstiger Christ |                         |
| 38.650 (1950) |                                        |                  |           |                    |                         |
| 33.900 (1960) |                                        |                  |           |                    | davon 5.500 Vertriebene |

### Landkreis
Am 1. Januar 1939 wurde die Bezeichnung Landkreis eingeführt. So wurde aus dem Bezirksamt der Landkreis Feuchtwangen.
Am 1. Juli 1971 traten die Gemeinden Heinersdorf und Königshofen a.d.Heide aus dem Landkreis Dinkelsbühl zum Landkreis Feuchtwangen und wurden in den Markt Bechhofen eingemeindet.
Am 1. Juli 1972 wurde der größte Teil des Landkreises Feuchtwangen zusammen mit den Landkreisen Dinkelsbühl und Rothenburg ob der Tauber und der bis dahin kreisfreien Stadt Rothenburg ob der Tauber sowie einigen Gemeinden der Landkreise Gunzenhausen, Schwabach und Neustadt an der Aisch und Teilen des alten Landkreises Ansbach zum heutigen Landkreis Ansbach vereinigt. Die Gemeinde Claffheim wurde in die kreisfreie Stadt Ansbach eingemeindet.

### Bezirksamtmänner/-oberamtmänner bis 1938, Landräte ab 1939
- 1913–1921: Emil Alwens
- 1921–1932: Otmar Lindig
- 1932–1938: vakant, Amtsverweser Richard Heinz
- 1938–1940: Richard Heinz
- 1940–1941: vakant
- 1942–1945: Georg Wallner

## Einwohnerentwicklung
| Jahr | Einwohner | Quelle |
| ---- | --------- | ------ |
| 1864 | 25.939    | [ 12 ] |
| 1885 | 26.743    | [ 13 ] |
| 1900 | 25.898    | [ 14 ] |
| 1910 | 26.631    | [ 14 ] |
| 1925 | 26.957    | [ 15 ] |
| 1939 | 26.346    | [ 16 ] |
| 1950 | 38.650    | [ 17 ] |
| 1960 | 33.900    | [ 18 ] |
| 1971 | 37.900    | [ 19 ] |

## Gemeinden
Kursiv gesetzte Orte sind noch heute selbständige Gemeinden. Bei den Orten, die heute nicht mehr selbständig sind, ist vermerkt, zu welcher Gemeinde der Ort heute gehört. Alle Gemeinden des ehemaligen Landkreises gehören heute zum Landkreis Ansbach, außer Claffheim, das in die kreisfreie Stadt Ansbach eingemeindet wurde.

Landkreis Feuchtwangen, Gemeindegrenzenkarte von 1961

| Städte 1. Feuchtwangen 2. Herrieden 3. Ornbau Märkte 1. Arberg 2. Bechhofen 3. Dentlein am Forst 4. Weidenbach | Gemeinden 1. Aichau (Stadt Feuchtwangen) 2. Aichenzell (Stadt Feuchtwangen) 3. Aurach 4. Banzenweiler (Stadt Feuchtwangen) 5. Breitenau (Stadt Feuchtwangen) 6. Burgoberbach 7. Claffheim (Stadt Ansbach) 8. Dorfgütingen (Stadt Feuchtwangen) 9. Elbersroth (Stadt Herrieden) 10. Gern (Stadt Ornbau) 11. Großbreitenbronn (Stadt Merkendorf) 12. Großenried (Markt Bechhofen) 13. Haundorf (Gemeinde Schnelldorf) 14. Heilbronn (Stadt Feuchtwangen) 15. Heuberg (Stadt Herrieden) 16. Hohenberg (Stadt Herrieden) 17. Kaudorf (Markt Bechhofen) 18. Kemmathen (Markt Arberg) 19. Krapfenau (Stadt Feuchtwangen) 20. Lammelbach (Stadt Herrieden) 21. Larrieden (Stadt Feuchtwangen) 22. Leidendorf (Markt Weidenbach) 23. Liebersdorf (Markt Bechhofen) 24. Mörlach (Markt Bechhofen) 25. Mörsach (Markt Arberg) 26. Mosbach (Stadt Feuchtwangen) 27. Neunstetten (Stadt Herrieden) 28. Neuses (Gemeinde Burgoberbach) 29. Niederoberbach (Gemeinde Burgoberbach) 30. Oberampfrach (Gemeinde Schnelldorf) 31. Oberschönbronn (Stadt Herrieden) 32. Rauenzell (Stadt Herrieden) 33. Roth (Stadt Herrieden) 34. Sachsbach (Markt Bechhofen) 35. Sommersdorf (Gemeinde Burgoberbach) 36. Stadel (Stadt Herrieden) 37. Thann (Markt Bechhofen) 38. Thürnhofen (Stadt Feuchtwangen) 39. Unterampfrach (Gemeinde Schnelldorf) 40. Vorderbreitenthann (Stadt Feuchtwangen) 41. Waizendorf (Markt Bechhofen) 42. Weinberg (Gemeinde Aurach) 43. Wieseth 44. Wiesethbruck (Markt Bechhofen) | Gemeindefreie Gebiete 1. Aurach (Aurach) 2. Dentleinerforst (Dentlein am Forst) 3. Erl- u. Grünwald (Aurach, Herrieden) |

## Kfz-Kennzeichen
Am 1. Juli 1956 wurde dem Landkreis bei der Einführung der bis heute gültigen Kfz-Kennzeichen das Unterscheidungszeichen FEU zugewiesen. Es wurde bis zum 28. April 1973 ausgegeben. Seit dem 10. Juli 2013 ist es aufgrund der Kennzeichenliberalisierung im Landkreis Ansbach erhältlich.

## Wappen des Landkreises
Auf der Rückseite des Buches Feuchtwangen und sein Landkreis ist das Landkreiswappen erläutert:
Das 1953 erschaffene Wappen erinnert mit seinen Grundfarben schwarz-weiß, den Zollernfarben, an die lange geschichtliche Vergangenheit:

Von 1376 bis 1806 gehörte ein Großteil des Landkreises zur Burggrafschaft Nürnberg bzw. Markgrafschaft Ansbach (respektive Preußen), mit der er 1806 zum Königreich Bayern kam; ferner wird dadurch auch auf die enge Verbindung Feuchtwangens mit dem Deutschen Ritterorden hingewiesen (die Hochmeister Conrad und Siegfried von Feuchtwangen).
Der schwarze romanische Rundbogen des vor über 825 Jahren erbauten, ehrwürdigen Kreuzgangs ist heute weithin bekannt, denn dort finden seit 1949 die Kreuzgangspiele statt.
In den beiden mittleren, kleinen Wappenschildern wird die deutsche Schicksalsgemeinschaft und die Forderung nach einer Wiedervereinigung von West-, Mittel- und Ostdeutschland durch den alten Reichsadler verkörpert. Frankens weiß-roter Rechen versinnbildlicht die Treue zur fränkischen Heimat.
Auf der Schluss-Seite des Buches ist das gesamte Wappen noch mit einem kräftigen hellgrünen Rand umgeben, in den sich wohl die Feuchtwanger Stadtfarben grün-weiß wiederfinden lassen.